# Meurah (Samalanga)
Meurah is een bestuurslaag in het regentschap Bireuen van de provincie Atjeh, Indonesië. Meurah telt 763 inwoners (volkstelling 2010).